# David Earl
David Earl (marzo 1974) è un comico e attore britannico, noto soprattutto per il personaggio di Brian Gittins.
Ha recitato in diversi progetti insieme a Ricky Gervais, in particolare ha interpretato Kevin "Kev" Twine nella sitcom Derek, e altri ruoli minori in Extras, After Life e nel film L'ordine naturale dei sogni . Ha anche scritto e interpretato la sitcom per Sky 1 con Joe Wilkinson. Attualmente è conduttore del podcast Gossipmongers con Wilkinson e Poppy Hillstead.

## Biografia

### Primi anni di vita
Prima di assumere ruoli da attore, Earl ha lavorato come giardiniere  e come camionista, consegnando strumentazione e materiali per l'edilizia.

### Carriera
La sua carriera ebbe inizio dopo che Ricky Gervais e Stephen Merchant videro un suo video online in cui interpretava un uomo di nome Graham, su cui poi si baserà anche il personaggio interpretato da Earl in un episodio della serie Extra. In questo periodo David ha inoltre recitato nel ruolo di Tony Queen nel film The Penalty King .
Earl ha continuato a creare video online i cui protagonisti erano vari personaggi come ad esempio Brian Gittins che interpreterà poi nel film L'ordine naturale dei sogni . Nel 2012 un episodio pilot intitolato Gittins è stato trasmesso su Channel 4 . Al giorno d'oggi Earl pubblica regolarmente episodi di un podcast chiamato  Brian Gittins and Friends .
Un altro personaggio di Earl è Steve "Cumbo" Cumberland, che compare in numerosi video online, tra cui una serie di Channel 4 Comedy Blaps, scritta insieme a Brett Goldstein.
Nel 2011, David Earl si è rivelato essere la persona dietro al famoso account Twitter del dottor Peter Thraft, un presunto terapista sessuale.

### Vita privata
Earl ha tre figli e vive nel Devon.

## Filmografia

### Cinema
- L'ordine naturale dei sogni (Cemetery Junction), regia di 	Ricky Gervais e Stephen Merchant (2010)
- Brian e Charles (Brian and Charles), regia di Jim Archer (2022)

### Serie televisive
- Extras (2007)
- Derek (2012 - 2014)
- After Life (2019 - 2022)